# Claus Mayrhofer Barabbas

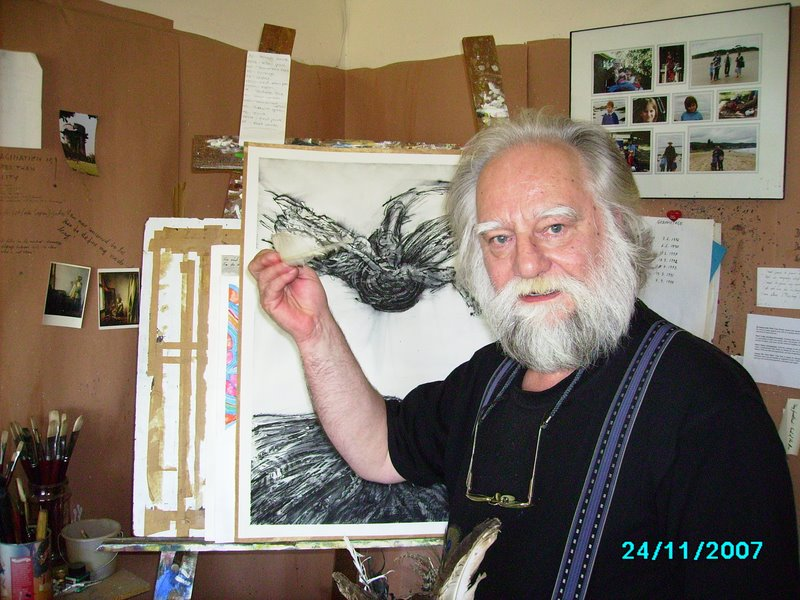
Claus Mayrhofer Barabbas (2007 in seinem Atelier)

Claus Mayrhofer Barabbas (* 2. Mai 1943 in Wien; † 10. Jänner 2009 in Bendigo, Australien), in den 1960er und 1970er Jahren auch Harun Ghulam Barabbas genannt, war ein österreichischer Maler und Free-Jazz-Musiker (Altsaxophon und Shenai).

## Leben und künstlerisches Wirken
Die Anfänge:
Claus Mayrhofer stammte aus einer gut bürgerlichen Familie. Er wuchs mit seiner Schwester in einer Döblinger Villa, einem Erbe seiner Mutter, auf. Als Fünfzehnjähriger lernte er Padhi Frieberger kennen. Durch die Begegnung mit Frieberger kam er mit der Wiener Kunstavantgarde-Szene um die Galerie Nächst St. Stephan in Kontakt und lernte Künstler wie Andreas Urteil, Josef Mikl und Arnulf Rainer kennen. Dabei entdeckte er, dass er Künstler sei und verließ fünfzehnjährig ohne Abschluss das Gymnasium.
Er legte sich den Künstlernamen Barabbas zu. Die Malaktion von Georges Mathieu im Theater am Fleischmarkt wurde zum Schlüsselerlebnis für den Jugendlichen. Er malte eine Serie informeller Bilder, die er 1960 in einer ersten Werkschau in der Galerie Zum Roten Apfel zeigte. Friedensreich Hundertwasser, der auf den jungen Maler aufmerksam geworden war, lud ihn in sein Bauernhaus nach Bellême in der Normandie ein. Der Kontakt mit Hundertwasser bewirkte einen Wandel im Malstil von Barabbas. Pop Art, mexikanische und indianische Volkskunst, Surrealismus, Art brut und die Magie des Orients ließ er in seine Arbeiten einfließen; dabei blieb er dennoch Zeit seines Lebens, wie er selbst sagte, ein Tachist Automatist at Heart.

Galerie zum Roten Apfel:
Von 1961 an zählte Barabbas zu den Protagonisten der Galerie Zum Roten Apfel.
Die Presse reagierte sehr positiv auf die „Innen- und Außenschau der Welt“, wie Barabbas seine Bilder nannte. „Farben läuten auf Hochtouren. Zwischen tiefem Blau und hohem Rot schrillt Türkis, scheppert Orange… Die kleinen Bilder dröhnen wie eine große Orgel“, schrieb Alfred Schmeller im Kurier. Und Adolf Frohner bezeichnete die Barabbas-Arbeiten als Frischzelleninjektion für die Wiener Schule. „.. Er ist Autodidakt und daher nicht angekränkelt von der öden Meisterschaft der Nur-Technik. Er hat noch einen freien Geist … und seine Phantasie nicht eingeengt durch einen ‚Ismus‘ oder durch eine Schule.“

Masters of Unorthodox Jazz (MoUJ):
1962 erfolgten seine ersten Auftritte als Jazzmusiker mit Walter Muhammad Malli und Richard Ahmad Pechoc. Am 4. August 1964 musizierten die Masters zum ersten Mal als Quartett (Alaeddin Adlernest, Barabbas, Malli, Pechoc) im Tonstudio Holly. Daher kann dieser Tag als inoffizielles Gründungsdatum der Masters of Unorthodox Jazz (MoUJ) angesehen werden. Bald darauf schloss sich der Bassist Toni Michlmayr der Gruppe an. Damit waren die legendären Masters of Unorthodox Jazz (Wiener Schule freiimprovisierter Musik) komplett.

Reichenau an der Rax:
1965 übersiedelte Barabbas in die Villa seiner Mutter nach Reichenau an der Rax. Auch Othmar Zechyr lebte mit seiner Familie zwei Jahre lang in diesem Haus. Ernst Fuchs, Walter M. Malli, Richard A. Pechoc, Franz Ringl, Heinz Stangl und Robert Zeppl-Sperl kamen oft zu Besuch. Es war sogar die Gründung einer Künstlerkolonie geplant. Romantik und revolutionäre Utopien gehörten damals noch zum Programm. Seit 1967 bekannte sich Barabbas zum Bahá'i-Glauben, dessen Ideale ihn zu vielen seiner bildnerischen und musikalischen Werke inspirierte. Für ihn galt "Die Erde ist nur ein Land, und alle Menschen sind seine Bürger". Von diesem Leitgedanken ist eines seiner Hauptwerke, das 1975 geschaffene Riesengemälde "Genesis" auch "Big Bang" genannt, getragen.

Overground:
Der amerikanische Free-Jazz-Schlagzeuger Sunny Murray engagierte Barabbas im November 1968 für zwei Konzerte im Wiener Konzerthaus. Im darauf folgenden Jahr produzierte Barabbas die erste österreichische Freejazz-LP Overground mit den Masters of Unorthodox Jazz (mit Harun Ghulam Barabbas, Altsaxophon, Alaeddin Adlernest, Fagott, Richard Ahmad Pechoc, Klavier, Toni Michlmayr, Bass, und Walter Muhammad Malli, Schlagzeug). Für das Cover stellte Arnulf Rainer eine teilübermalte Grafik zur Verfügung, Gerhard Trumler fotografierte die Masters und Claus Pack verfasste den Hüllentext. Barabbas hat den Begriff Overground geprägt. Dabei ging es ihm um das zeitlose Erfassen von Nichtmessbarem. Overground – das bedeutete für ihn Einheit in der Kunst und das Bestreben, diese Kunst in alle Lebensbereiche zu integrieren.
Mit dem Erfolg der Platte Overground war der Bann gebrochen, den Schweigen und Ablehnung um die Gruppe der MoUJ gelegt hatte.
Im Dezember 1969 kam es zum großen Paukenschlag in der Wiener Musikszene, als Stimmen- der-Welt-Promotor, Joachim Lieben, die Masters für ein Doppel-Konzert mit Thelonious Monk im Wiener Konzerthaus engagierte. Es folgten Auftritte im Museum des 20. Jahrhunderts und Rundfunksendungen. 1971 wurde das Album Vienna Jazz Avantgarde, eine Doppel-LP der Masters of Unorthodox Jazz mit Fritz Novotnys Reform Art Unit, eingespielt. In den 1970ern gab es zudem die von Barabbas initiierte Formation Athanor, in der unter anderem Malli, Pechoc, Adlernest, Markus Pillhofer und Josef Traindl mitwirkten. Weitere Barabbas-Gruppen waren Rhythm & Breath, M’Boom (u. a. mit Sepp Mitterbauer und Fritz Kotrba), Starlight, Public Music (u. a. mit Franz Koglmann) und The Breath of the Masters.

Das Riesengemälde "Genesis":
1969 erhielt Barabbas den Preis des Wiener Kunstfonds für bildende Kunst der Zentralsparkasse Wien. Ab 1970 war er Mitglied der Künstlergruppe Der Kreis. Malte Barabbas anfänglich kleinformatige Bilder, so waren die 1970er Jahre von monumentalen Werken geprägt. 1975 wurde das 200 m² große Gemälde Big-Bang, auch Genesis genannt, das der Einheit der Menschheit gewidmet ist, im Wiener Künstlerhaus im Rahmen einer Barabbas-Retrospektive ausgestellt.
Dieser Fries demonstriert eine Symbiose der barocken Tradition Österreichs mit Mystik und Pop Art. Les- und deutbar ist das farbenfrohe Credo ähnlich orientalischer Schriften von rechts nach links. Nach der Ausstellung wurde das Gemälde im Keller des Künstlerhauses gelagert und galt ab 2009 als verschollen. Niemand wusste über den Verbleib des Bildes Bescheid. Erst im Jahr 2011 wurde es mit Hilfe von Peter Bogner, dem damaligen Direktor des Wiener Künstlerhauses, und Herrn Dr. Berthold Ecker, damals Leiter des Referats Bildende Kunst der Kulturabteilung der Stadt Wien, aufgefunden und daraufhin 2013 nochmals im Wiener Künstlerhaus ausgestellt.

Barabbas übersiedelt nach Bali und Australien:
1977 kam es nach seinem Aufenthalt in New York City zu einem Stilbruch von leuchtend bunten zu dunklen Farben. Diese Werkphase dauerte sieben Jahre (1977–1984).
Seine Bilder wurden wieder farbiger, als er 1986 nach Bali übersiedelte, wo er sich infolge eines vom Unterrichtsministerium geförderten transkulturellen UNESCO-Austauschprogramms drei Jahre lang aufhielt und mit der Udayana-Universität in Denpasar zusammenarbeitete.
Von Bali zog er 1989 nach Australien. Dort ließ sich Barabbas in Bendigo, einer ehemaligen Goldgräberstadt im Bundesstaat Victoria, nieder. Indem er den australischen Kontinent auf seine Weise – in Bildern – eroberte, schuf er virtuose Metaphern der Existenz. „Biomorphe Gestaltfindungen bringen den zyklischen Ablauf des Lebens, dessen Auferstehung aus Abgestorbenem zum Ausdruck. Sie lassen in flammenden Feuerzungen die Dynamik des Seins erkennen…“
Er war ein Suchender, der auch gefunden hat: Weisheit und Werke, die er als Flaschenpost in die Zukunft schicken konnte. Es kommt nicht von ungefähr, dass er einem seiner Gemälde den Titel „Der Zukunft herzlichst gewidmet“ gab.
Am 10. Jänner 2009 starb Barabbas in seinem Haus in Bendigo.

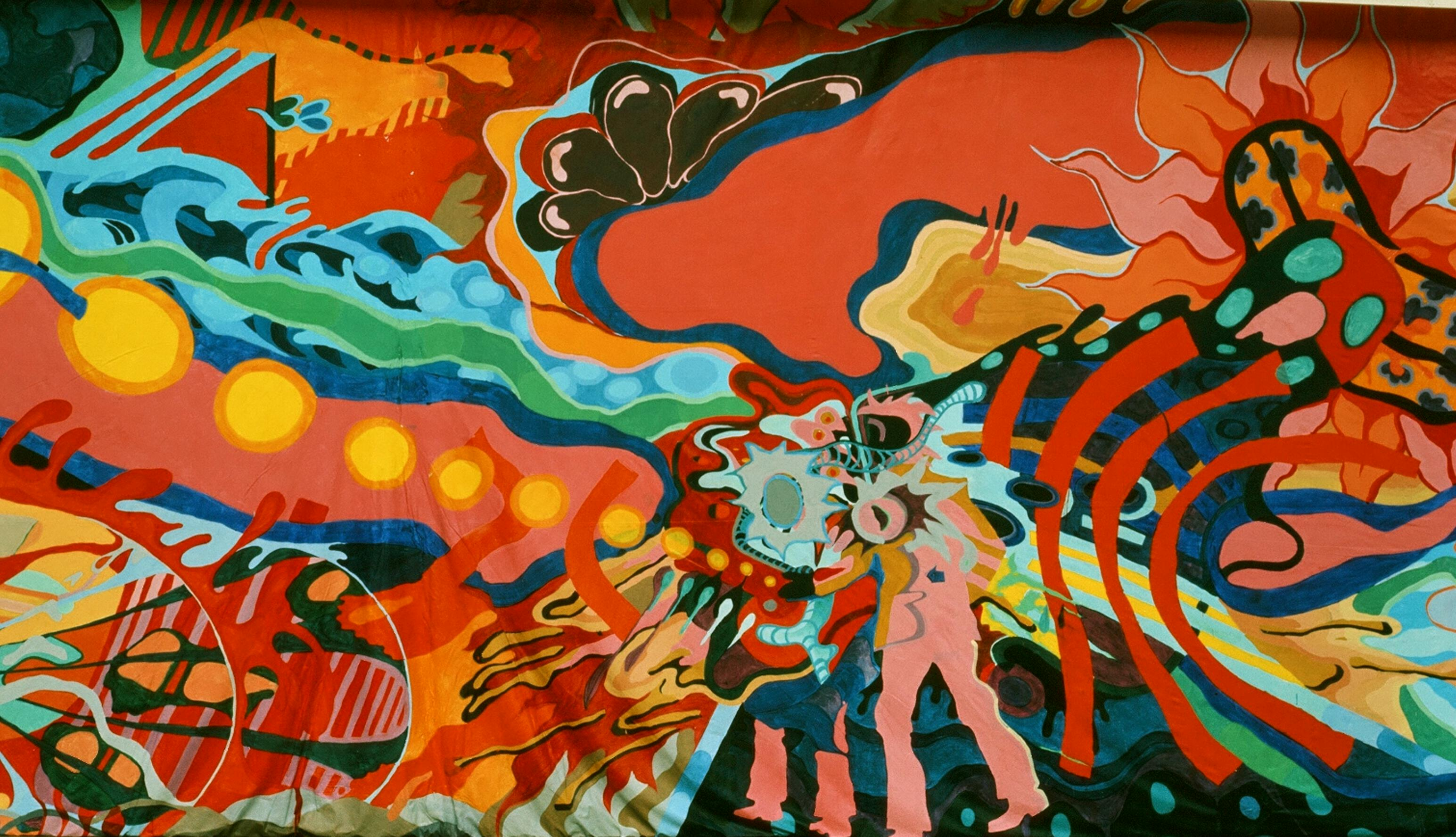
Barabbas - Genesis
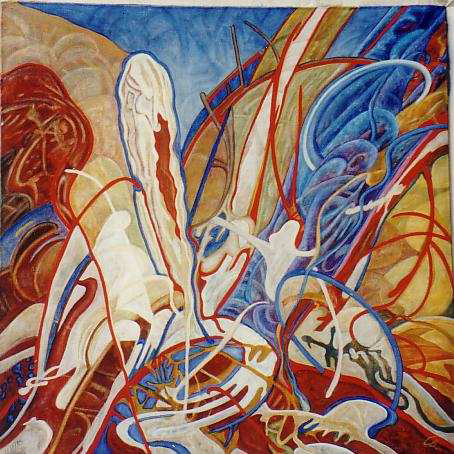
Barabbas - Warrumbungles

## Ausstellungen
| Jahr | Ausstellung | Ort                   | Land        |
| ---- | --- | --------------------- | ----------- |
| 1960 | Galerie Zum Roten Apfel                                                                                        | Wien                  | Österreich  |
| 1961 | Belleme (mit Friedrich Hundertwasser)                                                                          | Normandie             | Frankreich  |
| 1962 | Galerie Zum Roten Apfel                                                                                        | Wien                  | Österreich  |
| 1963 | Galerie Fuchs                                                                                                  | Wien                  | Österreich  |
| 1964 | Die Kultur bin ich, Galerie Tao                                                                                | Wien                  | Österreich  |
| 1966 | Zwei Genies, Galerie Fischhof (gemeinsam mit Othmar Zechyr)                                                    | Wien                  | Österreich  |
| 1967 | Integrale Malerei, K.-O.-Braun-Museum                                                                          | Ludwigshafen          | Deutschland |
| 1968 | Galerie Krokodil                                                                                               | Hamburg               | Deutschland |
| 1968 | Galerie Basilisk                                                                                               | Wien                  | Österreich  |
| 1969 | Galerie Nächst St. Stephan                                                                                     | Wien                  | Österreich  |
| 1969 | Galerie Matthias                                                                                               | Köln                  | Deutschland |
| 1969 | Galerie 10 | Wien                  | Österreich  |
| 1970 | Roter Apfel in der Galerie Basilisk, Galerie Basilisk                                                          | Wien                  | Österreich  |
| 1970 | Heimat bist du großer Söhne, Galerie Nagl                                                                      | Wien                  | Österreich  |
| 1971 | Phantastische Kunst, Villa Angeli                                                                              | Reichenau/Rax         | Österreich  |
| 1971 | Marcarios Gallery                                                                                              | New York              | USA         |
| 1972 | Galerie Wolfrum                                                                                                | Wien                  | Österreich  |
| 1975 | Barabbas-Retrospektive im Wiener Künstlerhaus                                                                  | Wien                  | Österreich  |
| 1975 | Internationale Kunstmesse                                                                                      | Düsseldorf            | Deutschland |
| 1975 | Internationale Kunstmesse                                                                                      | Frankfurt             | Deutschland |
| 1978 | Internationale Kunstmesse                                                                                      | Basel                 | Schweiz     |
| 1981 | Ausstellung Der Kreis im Historischen Museum der Stadt Wien                                                    | Wien                  | Österreich  |
| 1984 | Galerie Upupa                                                                                                  | Villach               | Österreich  |
| 1985 | Galerie Schwarz auf Weiß                                                                                       | Wien                  | Österreich  |
| 1991 | AFFA Gallery                                                                                                   | Bendigo               | Australien  |
| 1992 | Stuart Gerstman Gallery                                                                                        | Melbourne             | Australien  |
| 1994 | Tog’s Gallery                                                                                                  | Castlemaine           | Australien  |
| 1996 | Galerie Peithner-Lichtenfels                                                                                   | Wien                  | Österreich  |
| 1999 | Gabriel Gallery                                                                                                | Melbourne             | Australien  |
| 1999 | Galerie Herzog                                                                                                 | Tübingen              | Deutschland |
| 2000 | Penfold’s Fine Art Gallery                                                                                     | Bendigo               | Australien  |
| 2001 | Central Goldfields Gallery                                                                                     | Maryborough, Victoria | Australien  |
| 2002 | Castlemaine Art Gallery, Castlemaine                                                                           | Maryborough, Victoria | Australien  |
| 2002 | Gamma Space Gallery                                                                                            | Melbourne             | Australien  |
| 2003 | Roter Apfel, Galerie Chobot                                                                                    | Wien                  | Österreich  |
| 2009 | Landscapes – Ölbilder, Aquarelle, Mischtechnik auf Papier, Galerie Gans                                        | Wien                  | Österreich  |
| 2010 | 1945 – \| 1980, Museum Liaunig                                                                                 | Kärnten               | Österreich  |
| 2010 | Die Blöße, Galerie Lang                                                                                        | Wien                  | Österreich  |
| 2010 | Landschaften und Akte, Galerie Gans                                                                            | Wien                  | Österreich  |
| 2011 | Die sechziger Jahre, eine phantastische Moderne, MUSA                                                          | Wien                  | Österreich  |
| 2011 | Der Akt in der österreichischen Kunst 1900–2011, Galerie Lanserhaus                                            | Südtirol              | Italien     |
| 2013 | The Big Bang, Künstlerhaus                                                                                     | Wien                  | Österreich  |
| 2013 | Claus Mayrhofer Barabbas. Gegenwelten eines Grenzgängers, MUSA                                                 | Wien                  | Österreich  |
| 2019 | Der Zukunft herzlichst gewidmet. Kunst aus Vergangenheit und Gegenwart in der Sammlung Liaunig. Museum Liaunig | Kärnten               | Österreich  |
| 2022 | Künstlerhaus Mitgliederausstellung 1503. Künstleraus                                                           | Wien                  | Österreich  |
| 2023 | Follow the Rabbit. Hauptausstellung im Museum Liaunig                                                          | Kärnten               | Österreich  |

## Werke in öffentlichen Sammlungen
- Artothek des Bundes, Wien
- Sammlung zeitgenössischer Kunst der Kulturabteilung der Stadt Wien
- Graphische Sammlung Albertina, Wien
- Historisches Museum der Stadt Wien
- Niederösterreichisches Landesmuseum
- Liaunig-Museum, Neuhaus/Kärnten
- Sammlung Peter-Infeld-Privatstiftung, Wien.
- Kleine Galerie, Linz.
- K.-O.-Braun-Museum, Ludwigshafen/Deutschland.
- Rudana Gallery, Peliatan/Indonesien.
- Bendigo Art Gallery, Bendigo, Victoria/Australien.
- Castlemaine Art Gallery and Historical Museum, Castlemaine, Victoria/Australien.

## Diskografie
- Masters of Unorthodox Jazz Overground. (Barabbas Records HGB 1001) 1969.
- Masters of Unorthodox Jazz/Reform Art Unit Vienna Jazz Avantgarde. (WM-Produktion WM 20 019) 1970.
- Various Artists Jazzgalerie Nickelsdorf – The 20th Anniversary Album 1978–1996.[3]
- Athanor (6) Life at the Jazzgalerie Nickelsdorf 1978. Serie: The Lost Tapes Of Austrian Free-Jazz-Avantgarde – Vol. 1 (Black Monk – BMCD-03) 2020.
- The Breath Of The Masters Smile. Recorded in Vienna at Jazzspelunke, April 28th, 1982. Serie: The Lost Tapes Of Austrian Free-Jazz-Avantgarde – Vol. 2 (Black Monk – BMLP-05) 2020.